# Jean Brochard
Pour les articles homonymes, voir Brochard.
Jean Brochard est un acteur français, né le 12 mars 1893 à Nantes et mort le 17 juin 1972 dans la même ville.

## Biographie
Jean Brochard est, avec son frère Marcel et le producteur Léo Joannon, l'un des fondateurs des studios de Boulogne à Boulogne-Billancourt, dont Marcel Brochard deviendra le directeur général.
Il est inhumé au cimetière de Saint-Jean-de-Boiseau (Loire-Atlantique).

## Filmographie

### Cinéma
- 1932 : Il a été perdu une mariée de Léo Joannon
- 1933 : La Femme invisible de Georges Lacombe
- 1933 : Boubouroche de André Hugon - moyen métrage
- 1933 : Son autre amour de Constant Rémy et Alfred Machard
- 1933 : La Tête d'un homme de Julien Duvivier : Petit rôle
- 1934 : Une femme chipée de Pierre Colombier
- 1934 : Minuit, place Pigalle de Roger Richebé
- 1935 : Le Secret de l'émeraude de Maurice de Canonge : le sergent Irving
- 1935 : Jonny, haute-couture de Serge de Poligny
- 1935 : Le Diable en bouteille de Heinz Hilpert et Reinhart Steinbicker
- 1935 : Et moi j'te dis qu'elle t'a fait d'l'œil de Jack Forrester
- 1935 : Les Époux scandaleux de Georges Lacombe : un ouvrier
- 1935 : Un soir de bombe de Maurice de Canonge
- 1936 : Inspecteur Grey de Maurice de Canonge : l'inspecteur Poussin
- 1936 : Bach détective de René Pujol : le voyageur indisposé
- 1936 : À nous deux, madame la vie de Yves Mirande et René Guissart
- 1936 : À minuit, le 7 de Maurice de Canonge : l'inspecteur Belenfant
- 1936 : Tout va très bien madame la marquise de Henry Wulschleger
- 1936 : La Mystérieuse Lady de Robert Péguy
- 1937 : Vous n'avez rien à déclarer ? de Léo Joannon : le balayeur
- 1937 : Monsieur Breloque a disparu de Robert Péguy
- 1937 : Forfaiture de Marcel L'Herbier : Félicien
- 1937 : La Treizième Enquête de Grey de Pierre Maudru : l'inspecteur Poussin
- 1937 : Ma petite marquise de Robert Péguy : Godard
- 1937 : Rendez-vous Champs-Élysées de Jacques Houssin : un agent
- 1937 : J'accuse d'Abel Gance
- 1938 : Ramuntcho de René Barberis : Boulinguet
- 1938 : Les Deux Combinards de Jacques Houssin
- 1938 : La Piste du sud de Pierre Billon : l'adjudant Soulier
- 1938 : Frères corses de Géo Kelber : le gendarme
- 1938 : Le Capitaine Benoît de Maurice de Canonge : Mercadier
- 1939 : Vidocq de Jacques Daroy : Fanfan, le forçat repenti
- 1939 : Quartier sans soleil (Quartier interlope) de Dimitri Kirsanoff - Auguste
- 1939 : La Loi du Nord ou La Piste du Nord de Jacques Feyder : Urghard
- 1939 : L'Esclave blanche de Marc Sorkin : un ouvrier
- 1939 : Bach en correctionnelle de Henry Wulschleger : l'agent de police
- 1939 : Raphaël le tatoué de Christian-Jaque : le commissaire
- 1939 : Entente cordiale de Marcel L'Herbier : Valet
- 1939 : Nord-Atlantique de Maurice Cloche : Dauphin, le patron
- 1939 : La Tradition de minuit de Roger Richebé : le commissaire
- 1939 : Berlingot et Compagnie de Fernand Rivers : le directeur de l'asile
- 1939 : Dernière Jeunesse (Ultima giovinezza) de Jeff Musso : le patron du restaurant
- 1939 : Pièges de Robert Siodmak : le speaker
- 1940 : Miquette de Jean Boyer
- 1940 : Paradis perdu de Abel Gance : un soldat
- 1941 : L'Enfer des anges de Christian-Jaque : M. Petitot, le philatéliste
- 1941 : Espoirs de Willy Rozier
- 1941 : L'Acrobate de Jean Boyer : le commissaire
- 1941 : Premier Bal de Christian-Jaque : Thomas
- 1941 : L'Assassinat du Père Noël de Christian-Jaque : Ricomet
- 1942 : Caprices de Léo Joannon : le père
- 1942 : Le journal tombe à cinq heures de Georges Lacombe : Meulon
- 1943 : Les Roquevillard de Jean Dréville : Philippeaux
- 1943 : Le Corbeau de Henri-Georges Clouzot : Bonnevie, le trésorier de l'hôpital
- 1943 : L'Homme de Londres de Henri Decoin : l'inspecteur Mollison
- 1943 : Voyage sans espoir de Christian-Jaque : l'inspecteur Chapelin
- 1944 : Le Voyageur sans bagage de Jean Anouilh : Marcel Berthier
- 1944 : Cécile est morte de Maurice Tourneur : Dandurand
- 1944 : La Collection Ménard de Bernard Roland : le guide
- 1944 : Coup de tête de René Le Hénaff : Boussac
- 1945 : Vingt-quatre Heures de perm' de Maurice Cloche : Le caporal (tourné en 1940)
- 1945 : Carmen de Christian-Jaque : Lillas-Pastia
- 1945 : Documents secrets de Léo Joannon (tourné en 1940)
- 1945 : La Grande Meute de Jean de Limur : maître Marvault
- 1945 : Boule de Suif de Christian-Jaque : Auguste Loiseau
- 1945 : Le Jugement dernier de René Chanas : Svodoba
- 1945 : Bernard père et fils -court métrage - d'Albert Guyot
- 1946 : Jericho de Henri Calef : Michaud
- 1946 : Un revenant de Christian-Jaque : Jérôme Nisard
- 1947 :  Quai des Orfèvres, film d’Henri-Georges Clouzot : silhouette dans le commissariat
- 1947 : Le Bateau à soupe de Maurice Gleize : le recruteur
- 1947 : Les Chouans de Henri Calef : Marche à terre
- 1947 : La Femme en rouge de Louis Cuny : le commissaire
- 1947 : La Maison sous la mer de Henri Calef : Quoniam
- 1948 : La Dame d'onze heures de Jean Devaivre : le juge d'instruction
- 1948 : La Carcasse et le Tord-cou de René Chanas - maître Souquet
- 1948 : Clochemerle de Pierre Chenal : Piéchut
- 1948 : Bagarres de Henri Calef : Rabasse
- 1949 : Rapide de nuit de Marcel Blistène - l'inspecteur Verdier
- 1949 : Cinq Tulipes rouges de Jean Stelli : l'inspecteur-chef Honoré Ricoul
- 1949 : Barry de Richard Pottier : Philémon Cavazza
- 1949 : Mademoiselle de La Ferté de Roger Dallier : monsieur Larald
- 1949 : Vient de paraître de Jacques Houssin : Brégaillon
- 1949 : Retour à la vie (segment 3 : Le Retour de Jean) d'Henri-Georges Clouzot : l'hôtelier
- 1949 : Millionnaires d'un jour d'André Hunebelle : Pierre Berger
- 1950 : Envoi de fleurs de Jean Stelli : Hippolyte
- 1950 : Rendez-vous avec la chance de Emil-Edwin Reinert : M. Gauffre
- 1950 : Dieu a besoin des hommes de Jean Delannoy : l'abbé Kerhervé, le recteur de Lescoff
- 1951 : Tapage nocturne de Marc-Gilbert Sauvajon : Frédéric Varescot
- 1951 : Sous le ciel de Paris (Sous le ciel de Paris coule la Seine) de Julien Duvivier : Jules Hermenault
- 1951 : Knock de Guy Lefranc : docteur Albert Parpalaid
- 1951 : Passion de Georges Lampin : le directeur de la prison
- 1951 : Le Voyage en Amérique de Henri Lavorel : le maire
- 1951 : Alice au pays des merveilles (Alice in wonderland)- de Clyde Géronimi, Wilfried Jackson et Hamilton Luske : Le Chapelier Fou
- 1952 : La Forêt de l'adieu de Ralph Habib : Queyrian
- 1952 : Monsieur Taxi de André Hunebelle : Léon, le gendarme
- 1952 : Ce soir on joue Macbeth (Le Rideau rouge) d'André Barsacq : l'inspecteur en chef
- 1953 : Des quintuplés au pensionnat de René Jayet : Florentin
- 1953 : Capitaine Pantoufle de Guy Lefranc : M. Lesurpied
- 1953 : Les Inutiles (I Vitelloni) de Federico Fellini: Il signore Francesco Moretti, padre di Fausto
- 1953 : La Dame aux camélias de Raymond Bernard : le notaire
- 1954 : Piédalu député de Jean Loubignac : Coldagneau
- 1954 : Les Amoureux de Marianne (Amoureux de Marianne) de Jean Stelli : Jean Berton
- 1955 : Les Diaboliques de Henri-Georges Clouzot : Plantiveau, le concierge
- 1955 : L'Impossible Monsieur Pipelet d'André Hunebelle : M. Richet, le propriétaire de l'immeuble
- 1955 : La Môme Pigalle de Alfred Rode : le commissaire Alphandri
- 1955 : Le Secret de sœur Angèle de Léo Joannon : le speaker
- 1956 : Treize à table d'André Hunebelle : Dr Pelourzat
- 1956 : Les Mains liées d'Aloysius Vachet, Roland Quignon et Paul Vandenberghe : Dr Diriart
- 1956 : Je reviendrai à Kandara de Victor Vicas : le juge d'instruction
- 1956 : Quatre pas dans les nuages (Sous le ciel de Provence) de Mario Soldati : le voyageur de commerce
- 1957 : Ah ! Quelle équipe de Roland Quignon : le prêtre
- 1957 : Les Violents d'Henri Calef : Bernard Chartrain
- 1957 : Les Espions d'Henri-Georges Clouzot : le surveillant-général
- 1957 : Paris Music Hall de Stany Cordier
- 1957 : Pot-Bouille de Julien Duvivier : Duveyrier
- 1958 : Rafles sur la ville de Pierre Chenal : le commissaire divisionnaire Brevet, de la PJ
- 1958 : La loi, c'est la loi (La Legge è legge) de Christian-Jaque : le député
- 1958 : Énigme aux Folies Bergère de Jean Mitry
- 1959 : La Bête à l'affût de Pierre Chenal : le commissaire François
- 1959 : À pleines mains de Maurice Régamey
- 1959 : Mademoiselle Ange (Ein Engel auf Erden) de Géza von Radványi : le père de Line
- 1959 : Le Chemin des écoliers de Michel Boisrond : Coutellier

### Télévision
- 1958 : En votre âme et conscience, épisode L'Affaire Peltzer de Claude Barma
- 1958 : En votre âme et conscience, épisode Le Troisième Accusé ou l'Affaire Gayet de Claude Barma
- 1960 : Le Drame des poisons (La caméra explore le temps, épisode 13) de Stellio Lorenzi
- 1966 : Le Vampire de Bougival de Philippe Ducrest

## Théâtre
- 1935 : L'Énigmatique Gentleman de Charles Morgan, mise en scène Alfred Gragnon, théâtre des Capucines
- 1936 : Les Trois Nuits de Saïgon d'Alfred Gragnon, théâtre des Capucines
- 1936 : L'homme qu'on attendait d'Alfred Gragnon et Raymond Dany, théâtre des Capucines
- 1936 : La Treizième Enquête de Grey d'Alfred Gragnon et Derive, mise en scène Fernand Mailly, théâtre des Capucines
- 1937 : Le Crime du boulevard Haussmann de Georges Vaxelaire, mise en scène Fernand Mailly, théâtre des Capucines
- 1941 : Échec à Don Juan de Claude-André Puget, mise en scène Alice Cocéa, théâtre des Ambassadeurs
- 1942 : Père d'Édouard Bourdet, théâtre de la Michodière
- 1944 : Le Portier du paradis d'Eugène Gerber, mise en scène Henri Beaulieu, théâtre Pigalle
- 1944 : Le Dîner de famille de Jean Bernard-Luc, mise en scène Jean Wall, théâtre de la Michodière
- 1947 : Savez-vous planter les choux ? de Marcel Achard, mise en scène Pierre Fresnay, théâtre de la Michodière
- 1949 : Miss Mabel de Robert Cedric Sherriff, mise en scène Jean Mercure, théâtre Saint-Georges
- 1950 : Ce soir à Samarcande de Jacques Deval, mise en scène Jean Darcante, théâtre de la Renaissance
- 1952 : Many d'Alfred Adam, mise en scène Pierre Dux, théâtre Gramont
- 1952 : Tartempion de Marcel E. Grancher et Frédéric Dard, mise en scène Jean Le Poulain, théâtre des Noctambules
- 1953 : Le Ravageur de Gabriel Chevallier, mise en scène Alfred Pasquali, théâtre des Bouffes-Parisiens
- 1954 : Bel-Ami de Frédéric Dard d'après Guy de Maupassant, mise en scène Jean Darcante, théâtre des Célestins
- 1954 : La main passe de Georges Feydeau, mise en scène Jean Meyer, théâtre Antoine
- 1955 : La main passe de Georges Feydeau, mise en scène Jean Meyer, théâtre des Célestins
- 1956 : Le Miroir d'Armand Salacrou, mise en scène Henri Rollan, théâtre des Ambassadeurs
- 1958 : Plainte contre inconnu de Georges Neveux, mise en scène José Quaglio, théâtre du Vieux-Colombier